# لحلاح طويل المئبر
اللحلاح طويل المئبر (باللاتينية: Colchicum dolichantherum) نوع نباتي يتبع جنس اللحلاح من الفصيلة اللحلاحية.

## الموئل والانتشار
موطنه بلاد الشام وتركيا.

## الوصف النباتي
النبات عشبي معمر. النبات سام كبقية أنواع اللحلاح.

## مرادفات للاسم العلمي
- (باللاتينية: Colchicum balansae var. macrophyllum Siehe ex Hayek)